# Clemens Bauer
Clemens Bauer (ur. 16 grudnia 1899 w Ehingen, zm. 1 stycznia 1984 we Fryburgu Bryzgowijskim) – niemiecki historyk gospodarczy; zajmował się głównie okresem późnego średniowiecza i czasami nowożytnymi.

## Życiorys
Zdał tzw. maturę wojenną (Notabitur) w gimnazjum w Schwäbisch Hall. Następnie jako żołnierz brał udział w I wojnie światowej. W 1919 roku był członkiem formacji paramilitarnej, tzw. Freikorpsu. W latach 1919–1922 studiował w Tybindze i Monachium filozofię, historię i germanistykę. Był członkiem stowarzyszenia studentów katolickich Cartellverband. W 1922 roku otrzymał stopień doktora filozofii na podstawie pracy Die katholische Bewegung in Württemberg 1833–1848 napisanej pod kierunkiem prof. Ericha Marcksa. Następnie ukończył kurs archiwisty, jednocześnie studiując ekonomię w Monachium. W 1925 roku podjął się pracy w bawarskim ministerstwie spraw zagranicznych. W latach 1925–1927 prowadził badania archiwalne we Włoszech jako stypendysta Görres-Gesellschaft. W 1927 roku opublikował pracę o finansach papiestwa Die Epochen der Papstfinanz. Następnie od maja 1927 do listopada 1928 był asesorem w głównym archiwum państwowym w Monachium, po czym został asystentem na seminarium historii gospodarczej w Monachium. W tym czasie wielokrotnie również jako stypendysta Görres-Gesellschaft wyjeżdżał w celu prowadzenia badań i przygotowywania habilitacji do Włoch.
W 1932 roku uzyskał habilitację w zakresie historii gospodarczej późnego średniowiecza i czasów nowożytnych. W tym czasie otrzymał stanowisko privatdozenta historii na Uniwersytecie w Monachium. W latach 1933–1935 wykładał na katedrze historii powszechnej w Herder-Institut w Rydze. Pod pseudonimem Peter Weingärtner pisał dla katolickiego czasopisma Hochland. W 1935/36 roku objął katedrę historii gospodarczej w Monachium. Następnie do 1937 był profesorem w Państwowej Akademii w Braniewie w Prusach Wschodnich. W tym czasie ukazała się jego praca Unternehmung und Unternehmensformen im Spätmittelalter und der frühen Neuzeit.
Od 1938 roku otrzymał katedrę historii średniowiecznej i nowożytnej na uniwersytecie we Freiburgu. Tam nawiązał kontakty z ordoliberalnym nurtem Freiburger Kreis, skupionym wokół Gerharda Rittera, Waltera Euckena, Adolfa Lampe oraz Constantina von Dietze. W czasie II wojny światowej był członkiem Narodowosocjalistycznej Niemieckiej Partii Robotników (NSDAP). Niemniej jednak partia w 1943 zablokowała jego wyjazdy na wykłady zagraniczne, gdyż był zbyt słabo umocowany światopoglądowo. Od 1942 do 1945 roku ponownie został powołany do służby wojskowej do wywiadu lotniczego.
Po wojnie kontynuował współpracę z Dietze prowadząc seminarium na temat reorganizacji gospodarki i społeczeństwa. Powołanie w 1949 na Uniwersytet Koloński odrzucił. W 1956 opublikował pracę Konrad Peutinger und der Durchbruch des neuen ökonomischen Denkens in der Neuzeit. W 1962 roku stanął na czele nowo powstałej katedry historii gospodarczej i społecznej na Uniwersytecie we Fryburgu. Oprócz historii gospodarczej zajmowała go także historia katolicyzmu. W 1964 roku ukazał się zbiór Deutscher Katholizismus. Entwicklungslinien und Profile. Następnie był jeszcze głównym redaktorem szóstej edycji (1957–1970) leksykonu Staatslexikon der Görres-Gesellschaft. Jego autorstwa są między innymi główne hasła z zakresu liberalizmu i kapitalizmu. Clemens Bauer przeszedł na emeryturę w 1967 roku.

## Odznaczenia
W 1972 roku otrzymał tytuł doktora honoris causa wydziału prawa i nauk o państwie Uniwersytetu w Innsbrucku. W 1977 został jako pierwsza osoba uhonorowany pierścieniem Görres-Gesellschaft. Został również odznaczony Orderem Zasługi Republiki Federalnej Niemiec i watykańskim Orderem Świętego Grzegorza Wielkiego.